# Dom von Ancona

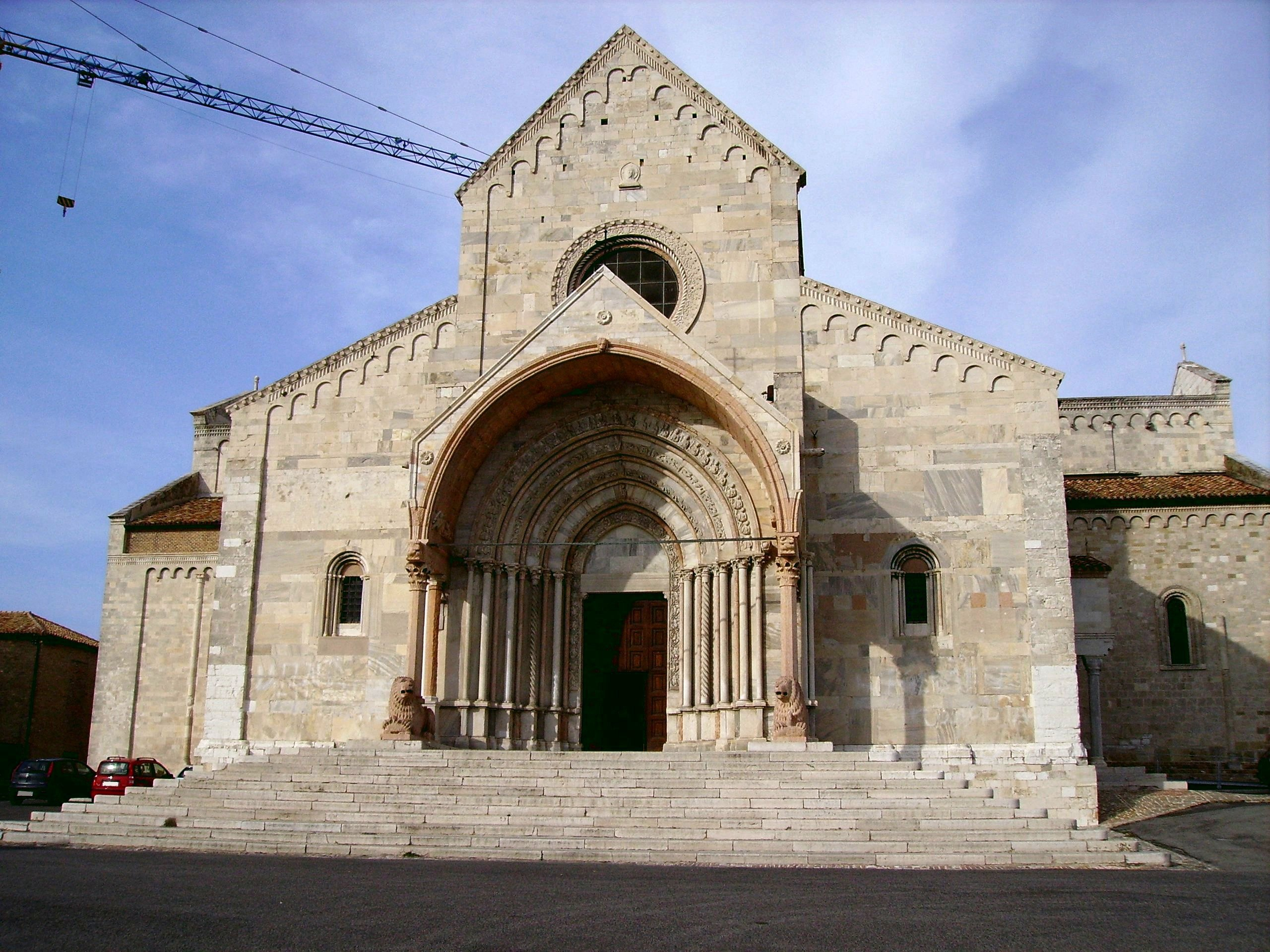
Der Dom in Ancona, Fassade

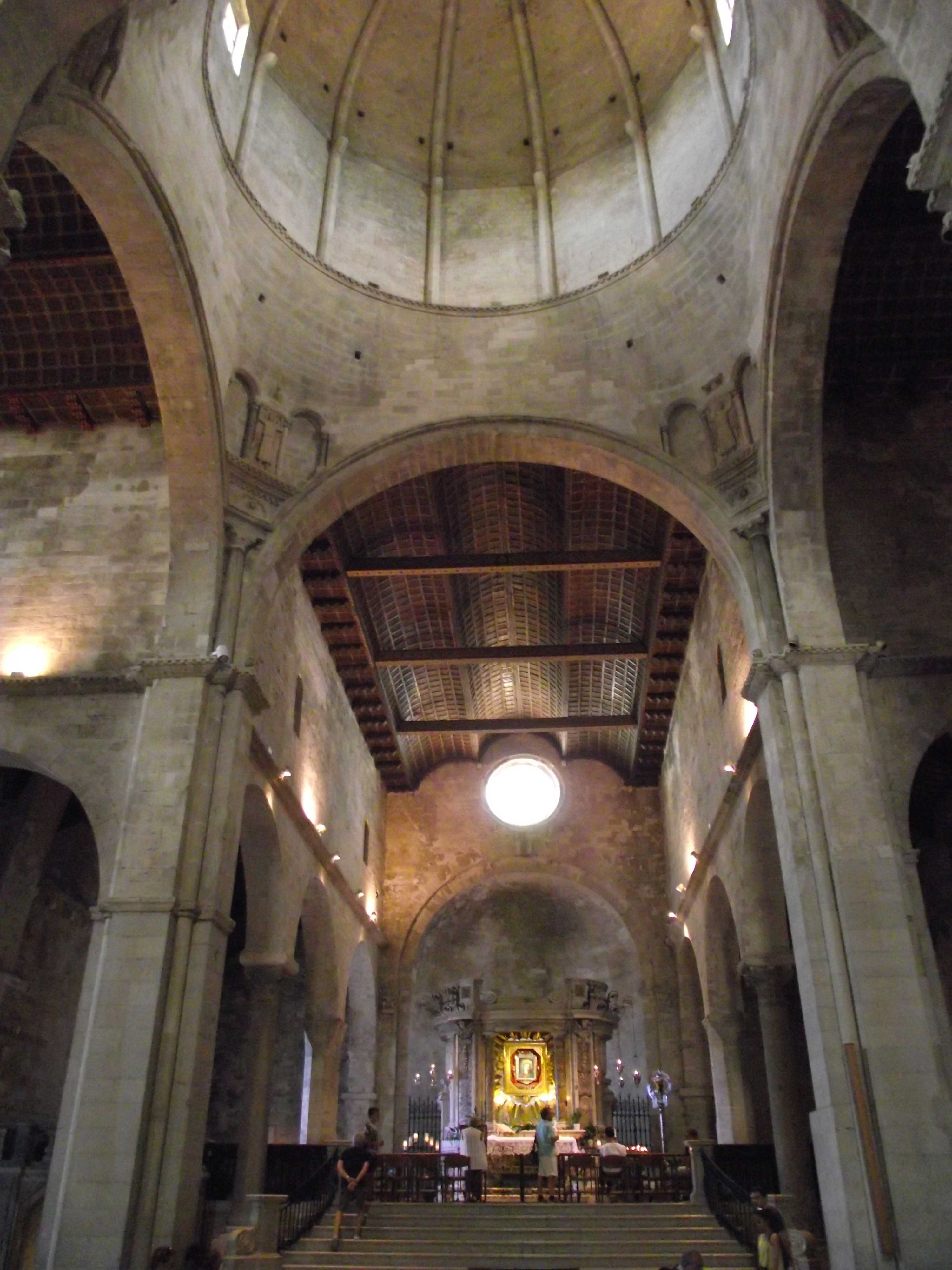
Innenraum mit Vierung und Chor

Der Dom von Ancona ist die dem Hl. Judas Cyriacus gewidmete Kathedrale des römisch-katholischen Erzbistums Ancona-Osimo in der Provinzhauptstadt Ancona und gleichnamigen adriatischen Hafenstadt in der mittelitalienischen Region Marken. Die heutige Gestalt des Doms entstand zwischen dem 11. und 13. Jahrhundert auf dem Gipfel des Monte Guasco, dem ältesten Siedlungskern der Stadt, wo sich in griechischer und römischer Zeit ein Venus-Tempel befand. Das markante Gebäude stellt einen Orientierungspunkt für Seefahrer dar und ist zugleich ein Aussichtspunkt für einen weiten Blick über Land und Meer.
Der romanische Bau ist nach Nordosten orientiert und erhebt sich über dem Grundriss eines griechischen (gleicharmigen) Kreuzes, das an den Querarmen von Apsiden geschlossen wird und über der Vierung von einer zwölfseitigen Kuppel gekrönt wird.

## Geschichte
Sichere Quellen über Beginn und Hauptbauzeit der Kirche liegen nicht vor. Geringe Reste eines nach 558 errichteten Vorgängerbaus, erkennbar an der Rosa-Tönung des Hausteins und dem gelblicheren Tuffstein, haben sich in Teilen der Querhauswände erhalten. Der 840 von den Sarazenen zerstörte Bau war zu Ehren  San Lorenzos geweiht, wurde aber nach dem Wiederaufbau dem Hl. Judas Cyriacus gewidmet, dessen Reliquien man in den Neubau überführte. Er ist in Partien identisch mit dem heutigen Querhaus, das etwa einen Meter höher liegt und an dessen Obergaden man noch vermauerte Fensteröffnungen aus dem 9. Jahrhundert erkennen kann.
Irgendwann vor 1189 wurden die wesentlichen Teile des heutigen Baus errichtet. In der zweiten Hälfte des 13. Jahrhunderts erneuerte man die Kuppel. Das 15. Jahrhundert brachte eine Verlängerung des Chors, erkennbar an deutlichen Baufugen. 1926 erhielt die Kathedrale durch Papst Pius XI. zusätzlich den Titel einer Basilica minor verliehen.
Die starken Kriegszerstörungen wurden ab 1950 behoben, die Dächer dabei verändert und Holzdecken nach venezianischen Vorbildern eingezogen.

## Fassade
Im Südwesten, mit Blick zum Hafen, wurde ab etwa 1200 vor die Querschnittfassade, die den basilikalen Aufriss verdeutlicht, eine mächtige Portalanlage gesetzt. Sie entstand in zwei Phasen einer nicht einheitlichen Bauplanung. Das fünfstufige Gewände wird von Archivolten überspannt, deren innere spitzer geformt sind. Auf ihren Reliefs sind am äußeren Bogen Christus mit Aposteln und anderen Heiligen eindeutig erkennbar.
Gegen Ende des 13. Jahrhunderts wurde die Portalzone erneut erweitert, durch einen Vorbau (voltone) in Gestalt eines Tonnengewölbes von geringer Tiefe aus rosa Marmor. Dessen tragende Säulen stützen sich auf lagernden Löwen, die Lamm und Basilisk in ihren Tatzen halten. An den Bogenansätzen ist zu ersehen, dass ursprünglich eine Drei-Portal-Anlage geplant war.

## Inneres
Der Innenraum ist geprägt durch basilikale Aufrissformen und die zentralisierende Wirkung des kurzen Langhauses, eine Eigenart, die als typische Tendenz der Architektur in den Marken gilt. Acht Säulen aus griechischem Marmor tragen das Mittelschiff. Die Querarme sind etwas höher gelegt. Im rechten stammen einige Kapitelle in ravennatischem Stil von dem Vorgängerbau des vielleicht 6. Jahrhunderts, darunter befindet sich eine als Gedenkstätte genutzte Krypta, in der des linken Querschiffs werden die Reliquien des Hl. Cyriakus bewahrt.

## Ausstattung
Bedeutender als die mäßig qualitätvollen Grabmäler des 16. Jahrhunderts sind die in Sgraffito-Technik figürlich dekorierten Platten, die wohl von ehemaligen Ambonen stammen und zwischen 1148 und 1178 gefertigt wurden.
Weitere Zeugnisse der Sakralkunst (nicht nur aus dem Dom) zeigt das benachbarte Diözesanmuseum.